# Le Petit Prince (2015)
Le Petit Prince (Nederlands: De kleine prins - Engels:The Little Prince) is een Franse computeranimatiefilm uit 2015, geregisseerd door Mark Osborne. Het verhaal is gebaseerd op het boek De kleine prins van Antoine de Saint-Exupéry, waarmee het in grote lijnen is gemoderniseerd op het originele verhaal. De film ging op 22 mei 2015 in première op het 68ste filmfestival van Cannes.

## Verhaal
Het leven van een meisje van negen wordt door haar moeder volledig gepland met haar studie en het volwassen worden zodat er maar weinig ruimte over is voor leuke dingen. Als op een dag haar buurman de oud vliegenier een papieren vliegtuigje naar haar toegooit met op het papier het verhaal en een tekening van de kleine prins, toont ze in eerste instantie geen interesse maar later leest ze dan toch het verhaal. Als ze de buurman weer ziet, geeft ze het weer in elkaar gevouwen papieren vliegtuigje terug. De buurman is verbaasd en vraagt aan haar of ze de tekening niet mooi vond. Hierop zegt ze jawel, maar ze vertelt ook dat ze het niet begrijpt dat de kleine prins in het verhaal van een andere planeet komt net zo groot als hijzelf. De buurman legt uit dat hij vroeger de kleine prins heeft ontmoet. Het prinsje vertelde dat de planeet een planetoïde is. De buurman dacht nooit dat iemand zijn verhaal wilde horen. Ook laat hij haar door zijn telescoop kijken om te zien waar de kleine prins vandaan komt en laat hij haar nog meer dingen zien over de kleine prins voordat hij moet vertrekken. Met een gerust hart denkt de moeder van het meisje dat ze zich aan het leerschema houdt.

## Stemverdeling
| Personage         | Franse stem         | Engelse stem     | Nederlandse stem      | Vlaamse stem            |
| ----------------- | ------------------- | ---------------- | --------------------- | ----------------------- |
| Het kleine meisje | Clara Poincaré      | Mackenzie Foy    | Jada Borsato          | Hanne Verstraeten       |
| De vliegenier     | André Dussollier    | Jeff Bridges     | Bram van der Vlugt    | Jan Decleir             |
| De moeder         | Florence Foresti    | Rachel McAdams   | Jantine van den Bosch | Charlotte Vandermeersch |
| De heer Prins     | Guillaume Canet     | Paul Rudd        |                       |                         |
| De vos            | Vincent Cassel      | James Franco     | Ruben Nicolai         |                         |
| De roos           | Marion Cotillard    | Marion Cotillard | Loretta Schrijver     |                         |
| De slang          | Guillaume Gallienne | Benicio del Toro |                       |                         |
| De leraar         | Bernard Tiphaine    | Paul Giamatti    |                       |                         |
| De koning         | Achille Orsoni      | Bud Cort         |                       |                         |
| De zakenman       | Vincent Lindon      | Albert Brooks    |                       |                         |
| De verwaande man  | Laurent Lafitte     | Ricky Gervais    |                       |                         |
| De kleine prins   | Andrea Santamaria   | Riley Osborne    | Olivier Banga         |                         |

## Muziek
De filmmuziek werd gecomponeerd door Hans Zimmer en Richard Harvey. Een van de vocale liedjes uit de filmmuziek is het nummer "Suis-moi" dat gezongen werd door de Franse zangeres Camille. Harvey had al meerdere malen een samenwerking met Zimmer. Zo is hij onder meer met zijn dwarsfluit te horen in The Lion King, de filmmuziek van Zimmer.